# Jame svetlečih črvov Waitomo
Jame svetlečih črvov Waitomo je jama v podeželski skupnosti Waitomo na Severnem otoku Nove Zelandije. Znane so po svoji populaciji Arachnocampa luminosa, vrsti svetlečih črvov, ki jo najdemo izključno na Novi Zelandiji. Ta jama je del sistema rečnih tokov Waitomo, ki vključuje jamo Ruakuri, Lucky Strike in jamo Tumutumu.
Atrakcija ima na vhodu sodoben center za obiskovalce, ki je večinoma zasnovan v lesu. Obstajajo organizirani izleti, ki vključujejo vožnjo s čolnom pod svetlečimi črvi.

## Zgodovina
Ime Waitomo izhaja iz maorskih besed wai, 'voda' in tomo, 'luknja' ali 'jašek'. Lokalno ljudstvo Maori je vedelo za jame približno stoletje, preden so lokalnemu Māoru, ki izvira iz Kawhie, Tane Tinorau, in angleškima geodetoma Laurenceu Cussenu in Fredu Maceu leta 1884 pokazali vhod; Tane in Fred sta potem leta 1887 in 1888 opravila obsežna raziskovanja. Njihovo raziskovanje je potekalo ob soju sveč na splavu, ki je šel v jamo, kjer potok teče pod zemljo (zdaj je turistični izhod iz jame). Ko so začeli svoje potovanje, so naleteli na jamo Glowworm in bili presenečeni nad utripajočim sijem, ki je prihajal s stropa. Ko so potovali naprej po jami, tako da so se usmerili proti nabrežju, so jih presenetile tudi apnenčaste formacije. Te formacije so jih obdajale v vseh oblikah in velikostih.
Kasneje so se večkrat vrnili in poglavar Tane je neodvisno odkril vhod na zgornji ravni v jamo, ki je sedanji vhod. Dostop za obiskovalce se je izboljšal, ko je bila železnica leta 1887 podaljšana do Ōtorohanga. Do leta 1889 sta Tane Tinorau in njegova žena Huti jamo odprla za obiskovalce in za majhno plačilo vodila skupine. Thomas Humphries, (komisar kronskih dežel in glavni geodet Aucklanda 1889 – 1891) je kasneje istega leta izvedel popolno študijo in ugotovil, da so bili grafiti že vpisani na 'najobčutljivejših delih' jame, čeprav je opazil, da »domorodci zdaj zelo skrbijo za jame«, vendar priporočajo, da vlada prevzame jamo, da bi zagotovila več objektov za obiskovalce. V prvih dveh letih si je jamo ogledalo približno 500 turistov. Po letih poskusov nakupa jam je vlada uporabila Zakon o ohranjanju pokrajine iz leta 1903 in Zakon o javnih delih iz leta 1905, da jih je prevzela za 625 funtov. Leta 1906, po stopnjevanju vandalizma, je upravljanje jame prevzela vlada. Leta 1910 je bil zgrajen hotel Waitomo Caves, ki je služil številnim obiskovalcem.
Tourist Hotel Corporation, podjetje v državni lasti, je prevzelo leta 1957. Hotel je bil leta 1990 prodan Southern Pacific Hotels Corporation, leta 1994 pa so se dogovorili za licenco za jame z DOC in lastniki Maori ter ga prodali Tourism Holdings Omejeno leta 1996.
Leta 1989 sta bila zemljišče in jama vrnjena potomcem poglavarja Taneja Tinorauja in Hutija, ki danes sestavljajo številne zaposlene v jamah. Potomci prejmejo odstotek prihodkov jame in sodelujejo pri njenem upravljanju in razvoju v skladu s pogodbo o poravnavi Waitomo iz leta 1990.

## Geologija
Geološka in vulkanska dejavnost je v zadnjih 30 milijonih let ustvarila okoli 300 znanih apnenčastih jam v regiji Waitomo.
Formacija apnenca v jamah svetlečih črvov Waitomo se je zgodila, ko je bilo območje še pod oceanom pred približno 30 milijoni let. Apnenec je sestavljen iz fosiliziranih koral, školjk, ribjih okostij in številnih majhnih morskih organizmov na morskem dnu. Skozi milijone let so bile te fosilizirane kamnine naložene ena na drugo in stisnjene, da so ustvarili apnenec in v regiji Waitomo je lahko apnenec debel več kot 200 m.
Jame so začele nastajati, ko je gibanje zemlje povzročilo, da se je trdi apnenec upognil in skrivil pod oceanom ter se dvignil nad morsko dno. Ko je bila kamnina izpostavljena zraku, se je ločila in ustvarila razpoke in slabosti, ki so omogočile, da je voda tekla skozi njih in raztopila apnenec, in v milijonih let so nastale velike jame.
Kapniki, stalagmiti in druge jamske formacije so zrasle zaradi vode, ki je kapljala s stropa ali tekla po stenah in za seboj puščala apnenčaste usedline. Stalaktiti nastajajo od tal navzgor, medtem ko se kapniki oblikujejo od stropa. Ko se te tvorbe povežejo, se imenujejo stebri, če pa se zvijajo drug okoli drugega, se imenujejo heliktit. Ti jamski okraski nastajajo milijone let, glede na to, da povprečni kapnik vsakih 100 let zraste za en kubični centimeter.

## Biologija
Najpogostejše živali v jamah so žuželke. To vključuje albino jamske mravlje in orjaške čričke, najbolj znan pa je svetleči jamski črv Arachnocampa luminosa. Odrasli so približno veliki kot povprečni komarji. Obstaja več majhnih podzemnih jezer, ki so nastala zaradi sladkovodnih potokov, ki so dom novozelandskih dolgoplavutih jegulj (Anguilla dieffenbachii).
Stene jam so prekrite z različnimi glivami, vključno z jamsko rožo (daljnji sorodnik rodu Pleurotus), ki je pravzaprav gobam podobna gliva.

## Monitoring jam
Svetleče črve v jamah Waitomo skrbno varuje znanstvena svetovalna skupina. Ta skupina ima avtomatizirano opremo, ki nenehno spremlja kakovost zraka, zlasti ravni ogljikovega dioksida, temperaturo kamnin in zraka ter vlažnost. Podatke iz te opreme skrbno analizira strokovno osebje. Svetovalna skupina na podlagi informacij ugotovi, kako je treba upravljati z jamo. Določajo, ali in kdaj je treba spremeniti vzorce pretoka zraka in koliko ljudi sme vsak dan obiskati jame.

## Vodeni ogledi
Voden ogled po jamah svetlečih črvov Waitomo popelje obiskovalca skozi tri različne ravni in se začne na najvišji ravni jame in katakomb. Ravni povezuje Tomo, ki je 16 m visok navpični jašek iz apnenca. Drugi nivo se imenuje Banketna dvorana. Na tej ravni so se zgodnji obiskovalci ustavili, da bi jedli, in dokaz o tem je v sajah na stropu jame. Od tod se je morda mogoče povezati nazaj na zgornjo raven in si ogledati največjo tvorbo, imenovano Orgle, vendar je to območje ob napornih dneh zaprto za javnost, ker je lahko kopičenje ogljikovega dioksida nevarno.
Tretja in zadnja raven se spusti v Katedralo, demonstracijsko ploščad in pomol. Katedrala je ograjen prostor z grobimi površinami, zdaj tlakovana, visoka približno 18 m, kar ji daje dobro akustičnost. Tukaj so nastopili številni znani pevci in zbori, vključno z Dame Kiri Te Kanawa.
Ogled se zaključi z vožnjo z čolnom skozi jamo svtlečih črvov. Čoln popelje obiskovalca na podzemno reko Waitomo, kjer edina svetloba prihaja od drobnih svetlečih črvov, ki ustvarjajo nebo živih luči.

## Lokacija
Jame svetlečih črvov Waitomo so v regiji Northern King Country na Severnem otoku Nove Zelandije, 12 km severozahodno od Te Kūitija. Ta jama je približno 2 uri vožnje južno od Aucklanda, 1 uro južno od Hamiltona in 2 uri zahodno od Rotorue. Navodila do jam so, da zapustite državno cesto 3 na Waitomo Caves Road in nadaljujete po cesti približno 8 km.